# Císařský řez

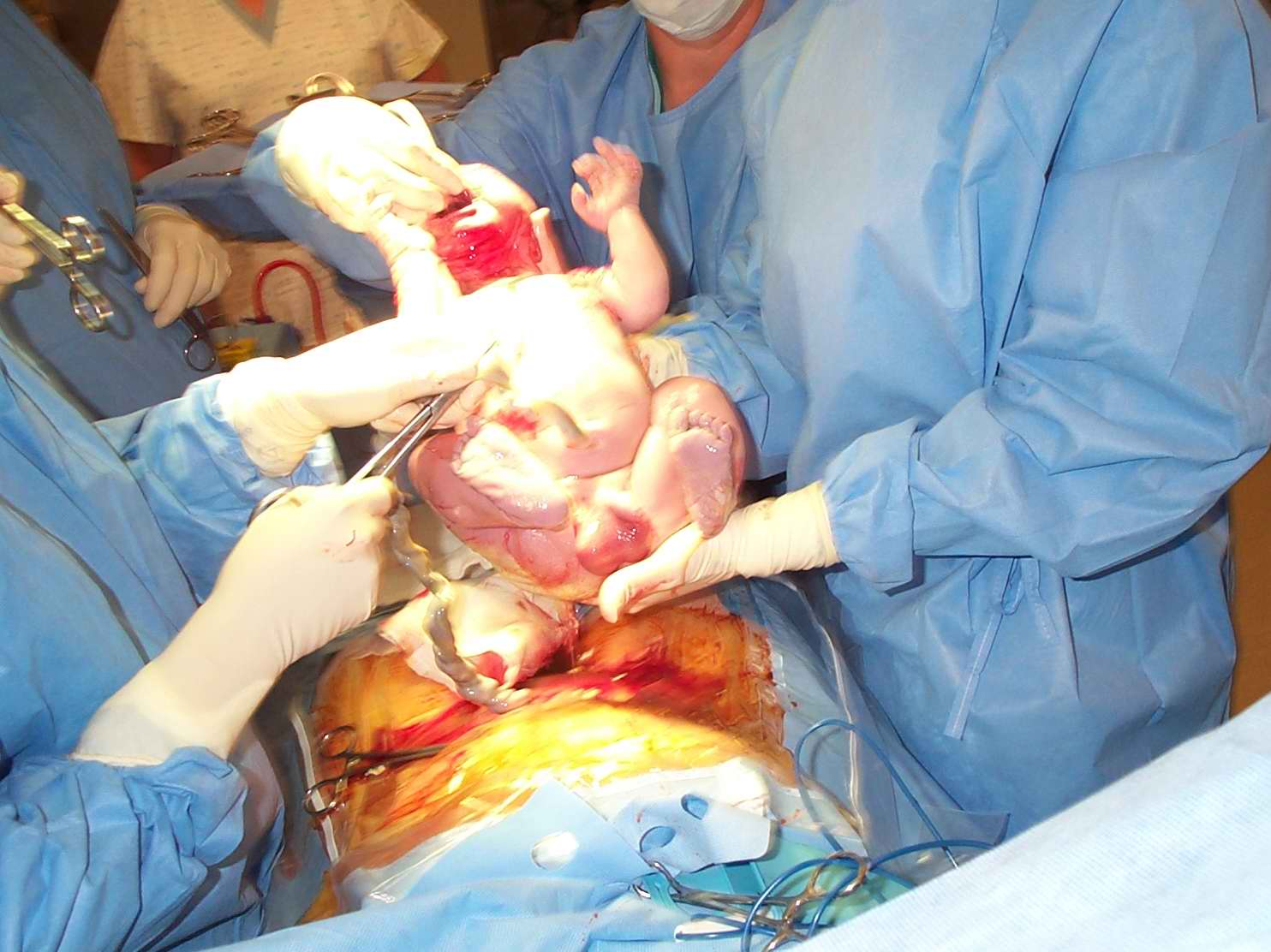
Novorozenec vyjmutý z děložní dutiny při císařském řezu

Císařský řez (latinsky sectio caesarea), odborným termínem sekce, je porodnická operace, během které je novorozenec vybaven z děložní dutiny cestou chirurgicky otevřené břišní stěny. V roce 2015 bylo světově císařským řezem porozeno zhruba 21 % novorozenců, což značí nadužívání oproti medicínsky nutným 10 až 15 %.

## Historie
Císařský řez je velmi starou operací, kterou znali zřejmě již staří Egypťané. V antickém Římě bylo Numou Pompiliem (asi 716 př. n. l.–671 př. n. l.) vydáno nařízení, že mrtvá těhotná nesmí být pohřbena dříve, dokud není z jejího těla vyjmut plod. Zdá se, že již ve starověku byla operace vykonávána i u živých žen. První císařský řez v historii, při němž přežila současně matka i dítě, byl pravděpodobně proveden roku 1337 v Praze. Porod se uskutečnil přímo na dvoře českého krále Jana Lucemburského, rodičkou byla jeho druhá manželka Beatrix Bourbonská a dítětem Václav, nevlastní bratr Karla IV.
Jako první dokumentovaný případ císařského řezu na živé ženě je uváděn výkon Jeremiase Trautmanna z roku 1610 provedený na jeho vlastní ženě. Mortalita byla velmi vysoká, protože nebyla známa antisepse a operační rána se nešila. První pokroky byly učiněny až v polovině 19. století zavedením šití operačních ran a zásad antisepse.

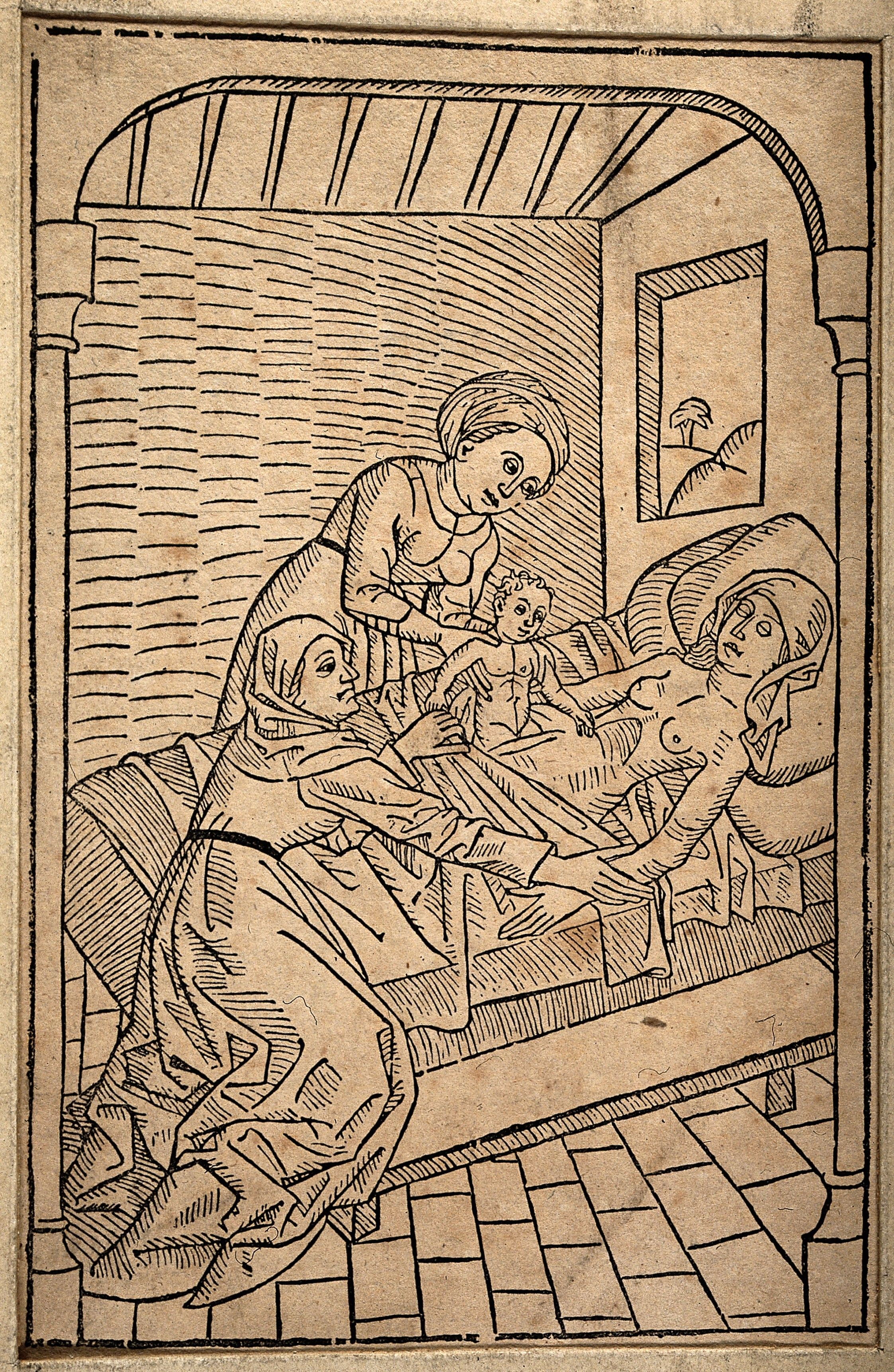
Dítě vyjmuté z lůna umírající matky (reprodukce z roku 1483)

Profesor Antonín Pařízek uvádí: „Název operace sectio caesarea (císařský řez, Kaiserschnitt, Kaisergeburt, Schnittenbindung, operation césarienne, caesarean section, cesarean delivery, cesarean operation) pramení od Plinia staršího (23–79 n. l.) – „Historia naturalis T.I.L. Cap.VII.“ Podle něj děti chirurgicky vyňaté z dělohy byly nazývány caesones nebo caesares, od caedo – rozřezávati. Sectio je odvozeno od seco, což znamená řezati, tedy obdobný význam jako caesares. Termín sectio caesarea je tedy tautologický, obsahující slova stejného významu. Ale přesto, že název je ve své podstatě nesmyslný, zmatený a s císařem neměl nic společného, ujal se ve většině národních pojmenování této porodnické operace a dodnes se běžně užívá. Julius Caesar narozený okolo roku 100 př. n. l. se abdominálně (porod přes stěnu břišní) nenarodil. Jméno Caesar je odvozeno buď od caedo – vražditi, bíti, sekati, nebo od caesius – podle šedomodrých očí, nebo ze sanskrtského kesara, caesaries – dlouhá splývavá kštice, se kterou se patrně narodil.“

## Indikace
Indikací k císařskému řezu je celá řada. Obecně se rozlišují na plánované a neplánované, i u neplánovaných indikací je nutný souhlas rodičky. Samo přání rodičky vést porod císařským řezem by nemělo být důvodem, třebaže v zahraničí je i toto běžné; např. v USA, kde jsou císařské řezy nejčastější, tak rodí zhruba 25 % žen, obvykle na vlastní žádost, aby se vyhnuly porodním bolestem. České zdravotnictví toto neuznává (mj. i proto, že porod císařským řezem je pro ženu šestkrát rizikovější než porod přirozený[zdroj?]) a důvodem k provedení císařského řezu jsou pouze zdravotní indikace. V současnosti je celá řada indikací pro císařský řez:
1. stav po operaci v malé pánvi
2. některé poruchy placenty a pupečníku
3. některá celková onemocnění matky
4. akutní tíseň plodu
5. nepravidelná uložení plodu
6. některé situace při vícečetném těhotenství
7. herpetická infekce zevního genitálu matky
8. současný výskyt několika komplikací
9. umírající a mrtvá matka

Obecně lze říci, že císařský řez je užíván častěji, než je nutné. Například v porodnici v Pithiviers pod vedením Michela Odenta dosahovalo procento císařských řezů dlouhodobě 6–7 %. Jednalo se o prostředí s podporujícím přístupem k rodičce a přátelsky nakloněné přirozeným porodům. 

## Komplikace
Výskyt komplikací po císařském řezu je přibližně šestkrát častější než po porodu spontánním. Nejčastěji se jedná o krvácení, embolie, poškození močového měchýře nebo tenkého střeva, infekce a kýla v jizvě.
V poporodní péči je třeba dbát na uvolnění jizvy, resp. na obnovení vzájemné posunlivosti kůže, podkoží a svalů. Jizva, která by byť malým bodem zůstala „slepena“ s podkožím, je překážkou volného pohybu trupu, bolí a nezřídka později rezultuje ve vertebrogenních potížích bederní páteře.

## Operační metody
Většina zde uvedených metod má význam jen historický, jejich provedení by bylo hodnoceno jako non lege artis postup.

### Chirurgický přístup
K děloze se operatér dostává přes břišní stěnu. Řez se obvykle vede vodorovně nad stydkou kostí (tzv. Pfannenstielův řez), který je kosmeticky vhodnější a po jeho provedení bývá méně komplikací. V některých situacích je nutné zajistit větší nebo rychlejší přístup do břišní dutiny; potom může být vhodnější svislý řez vedený mezi přímými břišními svaly od stydké kosti k pupku (tzv. dolní střední laparotomie).

### Metody konzervativní
Konzervativní jsou takové metody, během kterých je zachována děloha. Většina císařských řezů je prováděna konzervativně.

#### sectio caesarea corporalis classica
Jde o původní řez, je protínáno tělo dělohy podélně ve střední čáře. Po tomto řezu došlo k vážnému poškození dělohy, kvůli kterému by další těhotenství znamenalo vážné ohrožení života matky. V současné době se prakticky neprovádí.

#### sectio caesarea supracervicalis transperitonealis
Jde o v současnosti nejčastěji používaný řez. Operatér proniká k rozhraní těla a hrdla dělohy přímo přes peritoneální dutinu (pobřišnice). Děloha je protínána vodorovným řezem.

#### sectio caesarea supracervicalis extraperitonealis
Tento řez je technicky náročnější, oprávněně je použitelný jen v případě, že je obsah dutiny děložní infikován.

#### sectio caesarea cervicocorporalis
Při cervikokorporálním řezu je podélně protínána jen dolní část dělohy. Využitelný je v případech císařského řezu na nedonošený plod nebo při komplikacích neumožňujících provést supracervikální řez.

### Metody radikální
Radikální metody jsou takové metody, během kterých je odstraněna část dělohy nebo celá děloha.

#### sectio caesarea cum amputatione supravaginalis uteri
Při tomto řezu je po podélném protětí těla dělohy vybaven plod a posléze je amputováno tělo dělohy. Tato operace je dnes zavrhována pro vyšší riziko krvácení z děložního pahýlu.

#### sectio caesarea cum hysterectomia
Při tomto řezu je po podélném protětí těla dělohy vybaven plod a posléze je amputována celá děloha. Výkon je náročnější, protože je těhotenská děloha zvětšená a silně krvácí. Indikací pro hysterektomii jsou především neztišitelná krvácení z dělohy, karcinom děložního hrdla a placenta accreta (placenta hluboce vrůstající do stěny děložní).

#### exstirpatio uteri gravidi
Při této operaci byla prováděna amputace dělohy bez předchozího vybavení plodu. Jde o prakticky opuštěnou operaci, indikací byl mrtvý infikovaný plod, který se nedařilo vybavit porodními cestami.

## Odraz v umění
Zmínka o císařském řezu je v Shakespearově dramatu Macbeth, kde titulní hrdina se cítí před bojem bezpečný, neboť ho nemůže zabít nikdo, kdo je zrozen z ženy. Když to s výsměchem sdělí svému protivníku Macduffovi, ten mu vmete do tváře, že je s ním konec „…neboť věz, že Macduff byl z boku matky vyříznut, než zemřela.“